# Данідін
Данідін (англ. Dunedin, маорі: Ōtepoti) — друге за населенням місто на Південному острові Нової Зеландії, адміністративний центр регіону Отаго. Також за населенням Данідін посідає восьме місце серед всіх міст Нової Зеландії. З історичної і культурної точки зору Данідін вважається одним з чотирьох основних центрів країни.
Данідін — найбільш «шотландське» місто в Новій Зеландії. Переселенці з Шотландії, що заснували місто і що дали йому давнє кельтське ім'я своєї столиці, намагалися добитися найбільшої схожості Данідіна й Единбурга. Вулиці у місті Данідін мають такі самі назви, що і в Единбурзі, а на центральній площі міста стоїть пам'ятник двом Бернсам — відомому шотландському поетові і його племіннику, засновнику Данідіна.
Місто розташоване на горбах і в долині, що оточують бухту Отаго. Бухта і пагорби утворені залишками погаслого вулкана. У місті знаходиться відомий університет — Університет Отаго.
Населення — 118 683 жителів, з передмістями — 122 200 (дані перепису 2006 року). Площа — 3314,8 км².

## Клімат
Місто знаходиться у зоні, котра характеризується морським кліматом. Найтепліший місяць — січень із середньою температурою 14.4 °C (58 °F). Найхолодніший місяць — липень, із середньою температурою 5.6 °С (42 °F).
| Клімат Данідіна         | Клімат Данідіна | Клімат Данідіна | Клімат Данідіна | Клімат Данідіна | Клімат Данідіна | Клімат Данідіна | Клімат Данідіна | Клімат Данідіна | Клімат Данідіна | Клімат Данідіна | Клімат Данідіна | Клімат Данідіна | Клімат Данідіна |
| Показник                | Січ.            | Лют.            | Бер.            | Квіт.           | Трав.           | Черв.           | Лип.            | Серп.           | Вер.            | Жовт.           | Лист.           | Груд.           | Рік             |
| Абсолютний максимум, °C | 34              | 32              | 29              | 29              | 22              | 20              | 18              | 21              | 25              | 28              | 29              | 31              | 34              |
| Середній максимум, °C   | 18              | 18              | 17              | 15              | 11              | 9               | 8               | 10              | 12              | 15              | 16              | 18              | 14              |
| Середня температура, °C | 14              | 14              | 12              | 11              | 8               | 6               | 5               | 6               | 8               | 10              | 11              | 13              | 10              |
| Середній мінімум, °C    | 10              | 10              | 8               | 7               | 5               | 3               | 2               | 3               | 5               | 5               | 7               | 8               | 6               |
| Абсолютний мінімум, °C  | 2               | 2               | 1               | 0               | −1              | −4              | −5              | −3              | −1              | −1              | 0               | 1               | −5              |
| Норма опадів, мм        | 80              | 70              | 70              | 70              | 80              | 80              | 70              | 70              | 60              | 70              | 80              | 80              | 930             |
| Днів з дощем            | 8               | 7               | 10              | 10              | 10              | 8               | 8               | 8               | 7               | 8               | 8               | 8               | 105             |
| Вологість повітря, %    | 69              | 70              | 72              | 74              | 76              | 77              | 76              | 73              | 71              | 68              | 69              | 72              | 72              |
| ----------------------- | --------------- | --------------- | --------------- | --------------- | --------------- | --------------- | --------------- | --------------- | --------------- | --------------- | --------------- | --------------- | --------------- |
| Джерело: Weatherbase    |                 |                 |                 |                 |                 |                 |                 |                 |                 |                 |                 |                 |                 |

## Уродженці
- Джером Патрік (1883—1923) — американський актор новозеландського походження
- Чарльз Беннетт (1889—1943) — американський актор, який фільмувався у добу німого кіно
- Девід Лов (1891—1963) — англійський карикатурист
- Джеральд Макгі (1939) — новозеландський дипломат.

## Галерея

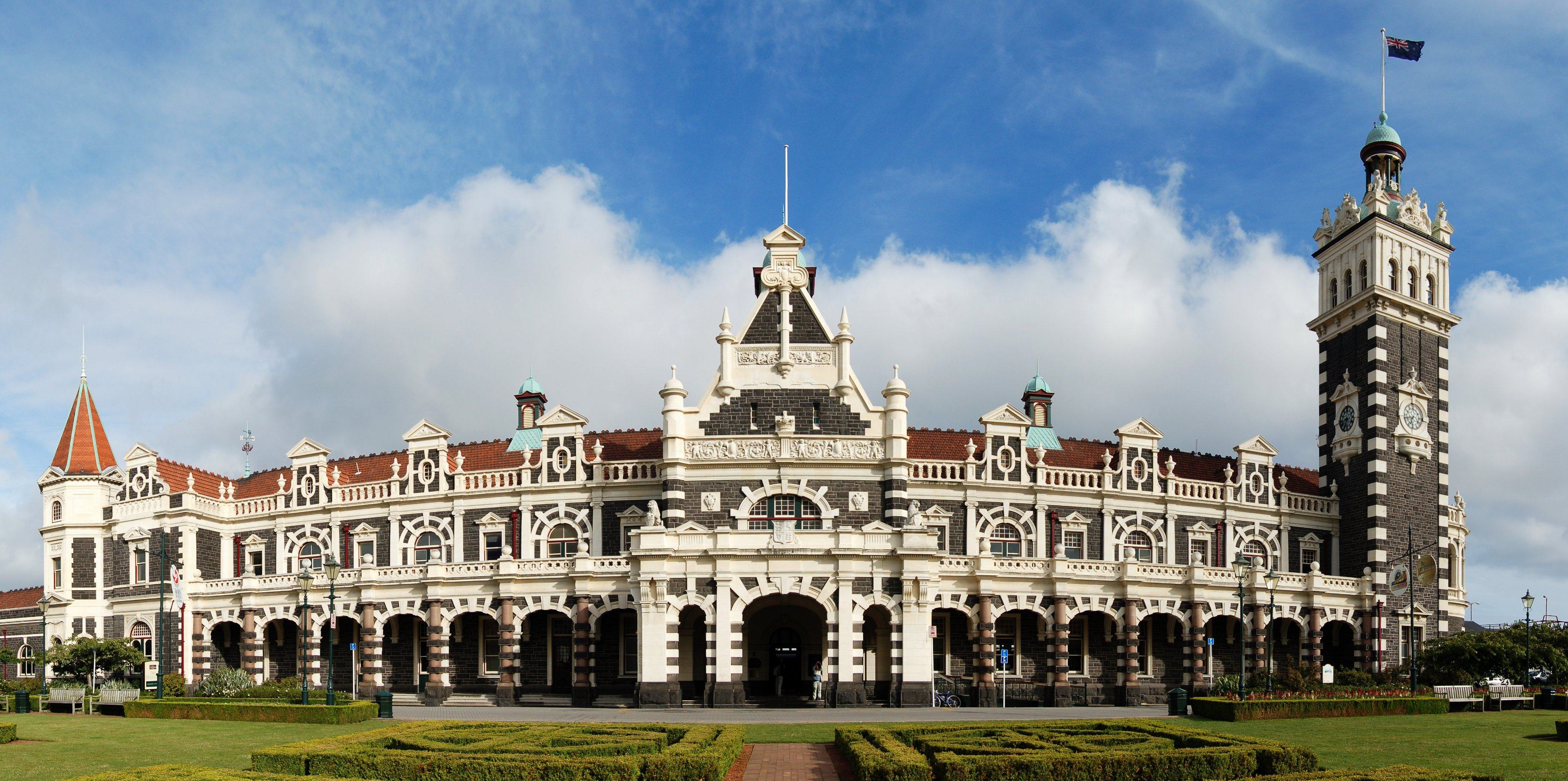
Залізничний вокзал, 1906
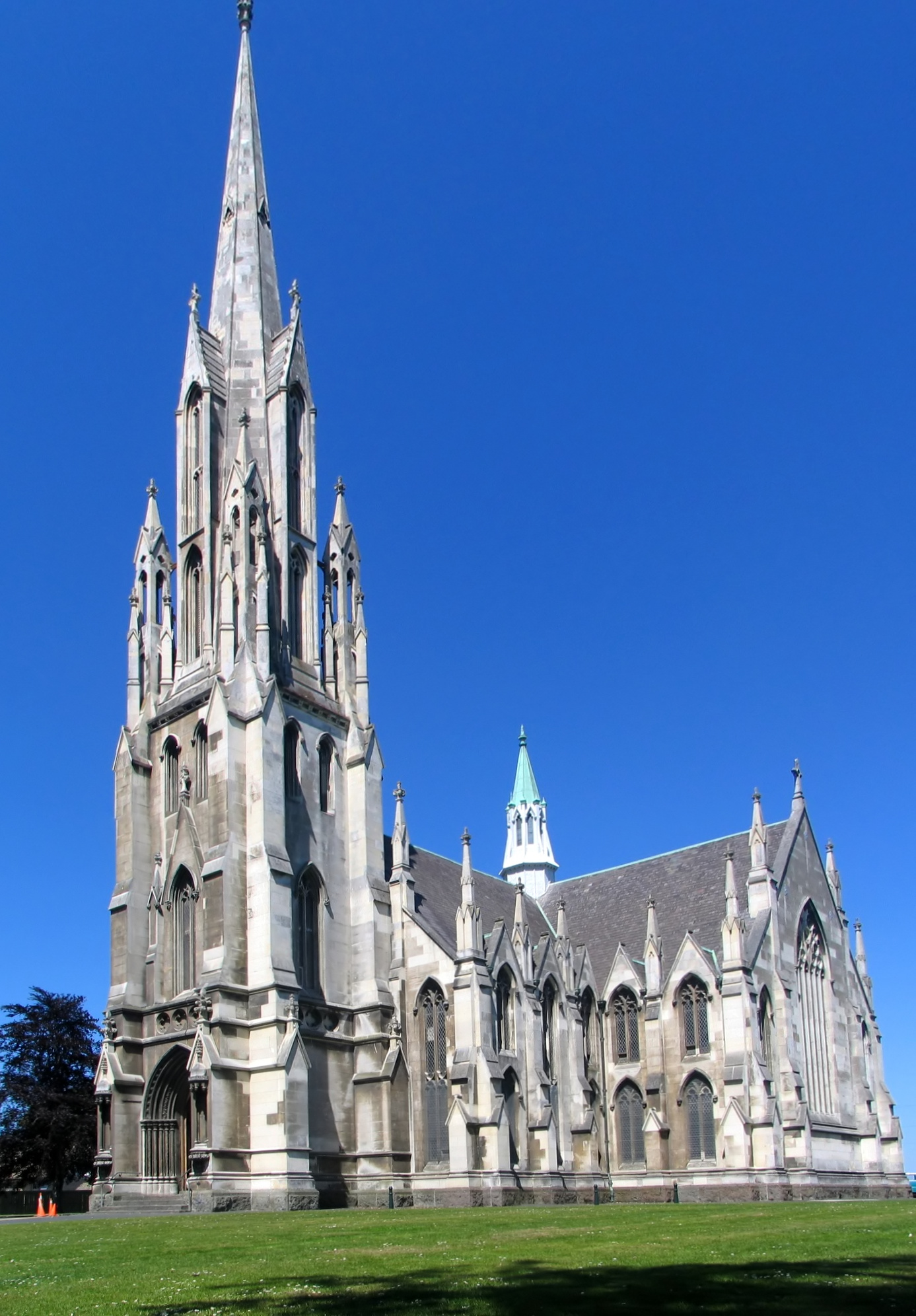
Церква у неоготичному стилі, 1862
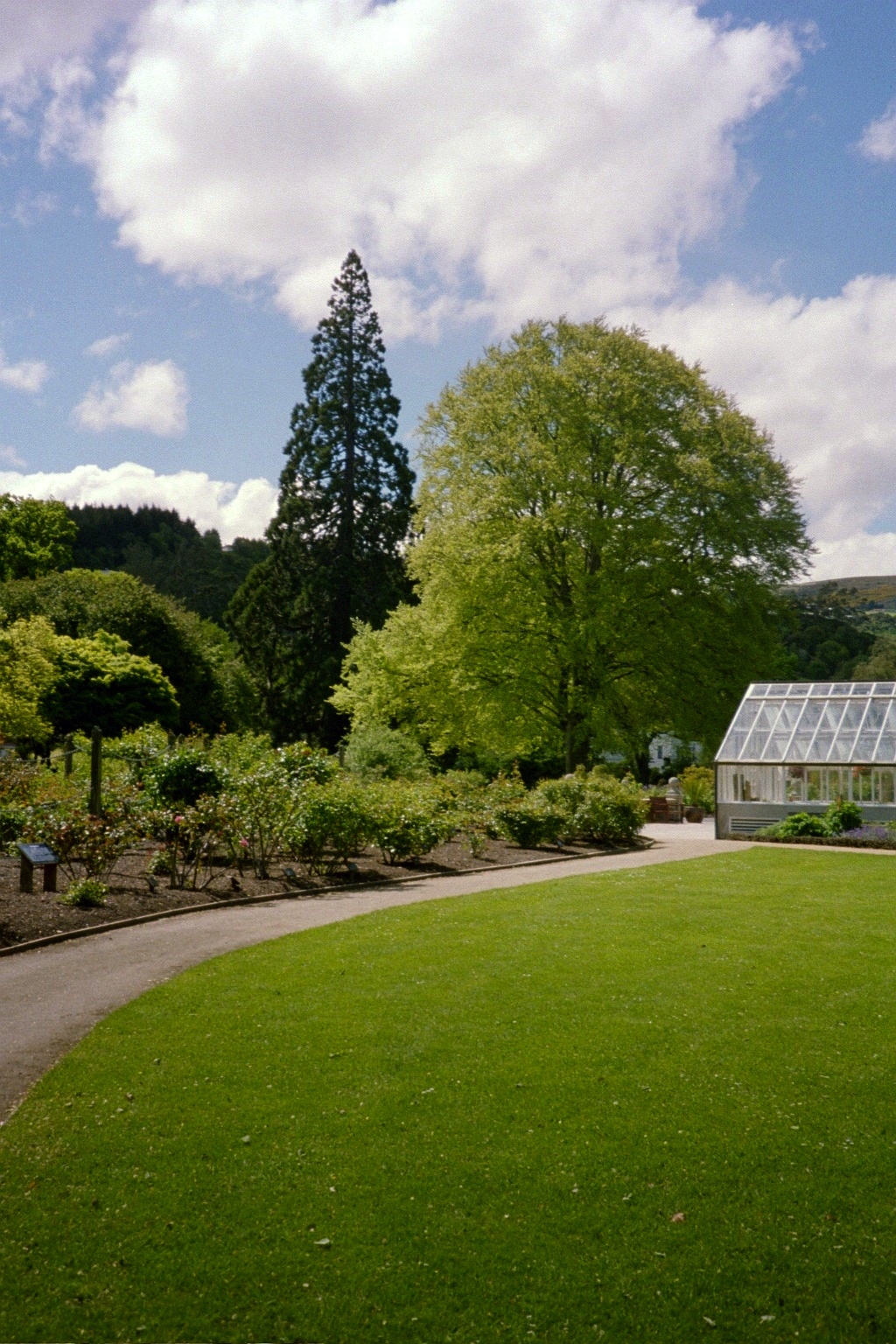
У ботанічному саду
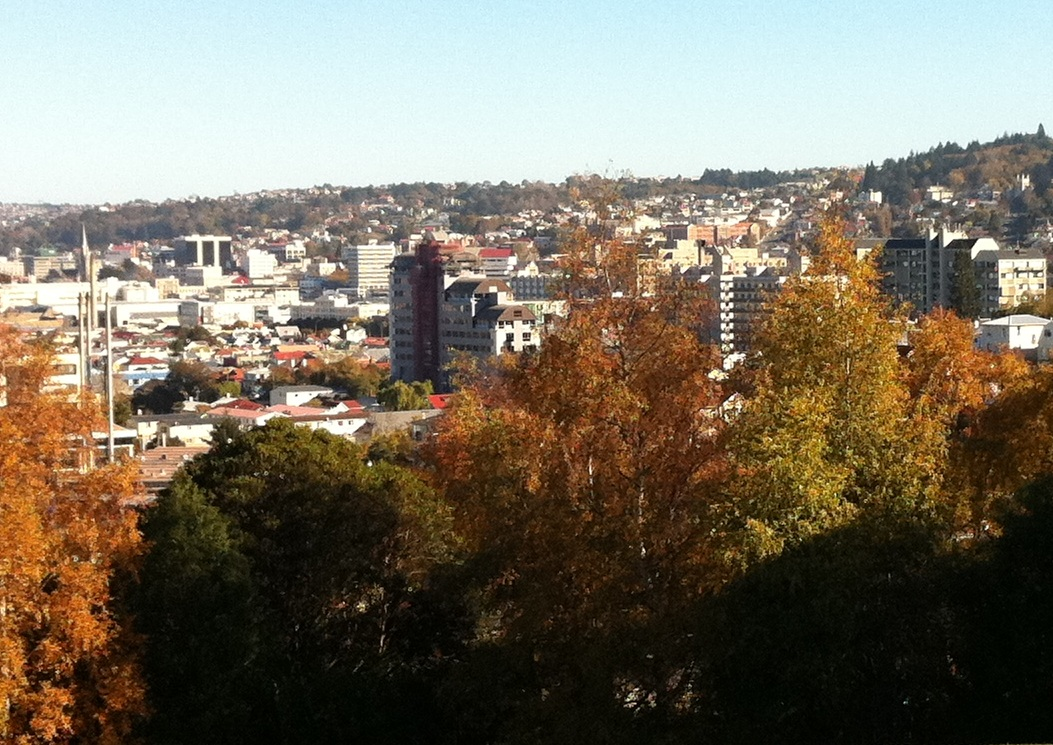
Вид на місто